# Liste des saints du VIe siècle

Cette liste concerne les saints et les bienheureux, reconnus comme tels par l'Église catholique, ayant vécu au VIe siècle.

## Années 500

### Année 500
- Sainte Geneviève de Paris (vers 420-vers 500), patronne de la ville de Paris
- Saint Ours de Toul († vers 500), évêque de Toul

### Année 501
- Saint Rustique de Lyon (vers 455-501), évêque de Lyon

### Année 502
- Saint Brieuc (vers 409-502), moine breton, un des sept saints fondateurs de la Bretagne

### Année 505
- Saint Eugène de Carthage († 505), évêque de Carthage

### Année 507
- Saint Èvre de Toul († 507), évêque de Toul
- Saint Galactoire de Lescar († vers 507), évêque de Lescar
- Saint Ours d'Auxerre († 507 ou 508), évêque d'Auxerre

## Années 510

### Année 510
- Saint Nectan de Hartland († 510), moine celtique
- Saint Oyand de Condat (vers 450-510), abbé du monastère de Condat

### Année 513
- Saint Contest († 513), ermite et évêque de Bayeux

### Année 514
- Saint Symmaque (vers 450-514), pape

### Année 518
- Saint Eustorge II de Milan († 518), évêque de Milan
- Saint Flavien II d'Antioche († 518), patriarche d'Antioche de 498 à 512
- Saint Avit de Vienne (vers 450-vers 518), évêque de Vienne

## Années 520

### Année 520
- Saint Congar (470/490-520), saint breton

### Année 521
- Saint Ennode de Pavie (473-521), évêque de Pavie

### Année 522
- Saint Ildut (ou Iltud, Iltut ou encore Elchut) († vers 522), moine breton

### Année 523
- Saint Arethas († vers 523), chef de la communauté chrétienne de Najran en Arabie du Sud
- Saint Hormisdas (450-523), pape

### Année 524
- Saint Viventiole de Lyon (460-524), évêque de Lyon

### Année 525
- Saint Abrunculus de Trèves († vers 525), évêque de Trèves

### Année 526
- Saint Jean Ier (vers 470-526), pape

### Année 527
- Saint Fulgence de Ruspe (462/467 ou 468-527/533), moine augustin, puis évêque de Ruspe en Tunisie

### Année 529
- Saint Kinède († 529), saint breton
- Saint Théodose le Cénobiarque (vers 424-529), un des fondateurs du monachisme oriental

## Années 530

### Année 530
- Saint Enda d'Aran († vers 530), missionnaire en Irlande
- Saint Félix IV († 530), pape[1].
- Saint Kieran de Saighir († 530), évêque d'Ossory
- Saint Melaine (vers 456-vers 530), évêque de Rennes

### Année 531
- Saint Miliau (470-531), roi et saint breton

### Année 532
- Saint Guénolé de Landévennec († vers 532), saint breton et fondateur de l'abbaye Saint-Guénolé de Landévennec

### Année 536
- Saint Agapet Ier († 536), pape
- Saint Ursicin de Ravenne († 536), évêque de Ravenne

### Année 537
- Saint Silvère († 537), pape

### Année 538
- Saint Théophile d'Adana († 538), évêque d'Adana en Cilicie

## Années 540

### Année 540
- Saint Barsanuphe de Gaza († 540), ermite en Gaza
- Saint Carthage l'Ancien († vers 540), évêque irlandais
- Saint David de Thessalonique (vers 450-vers 540), ermite byzantin
- Saint Ella Asbeha († vers 540), roi d'Aksoum
- Saint Jarlath de Tuam († vers 540), saint irlandais

### Année 541
- Saint Placide (515-541), moine bénédictin

### Année 542
- Saint Césaire d'Arles (vers 470-542), évêque d'Arles

### Année 544
- Saint Mobhí de Glasnevin († 544), un des douze apôtres de l'Irlande
- Saint Senan d'Iniscathay (vers 488 - vers 544), un des douze apôtres de l'Irlande
- Saint Venant de Viviers († vers 544), évêque de Viviers

### Année 545
- Saint Éphrem d'Antioche († 545), patriarche d'Antioche

### Année 546
- Saint Cyprien de Toulon (vers 475-546), évêque de Toulon
- Saint Juste d'Urgell († vers 546), évêque d'Urgell

### Année 547
- Saint Benoît de Nursie (vers 480/490-547), fondateur de l'ordre des Bénédictins
- Saint Guirec († vers 547), saint breton
- Saint Herculan de Pérouse († 547), évêque de Pérouse
- Sainte Scolastique (480-547), moniale bénédictine

### Année 548
- Sainte Théodora (vers 500-548), impératrice byzantine

### Année 549
- Saint Finien de Clonard (vers 470-549/552), moine irlandais
- Saint Nectaire d'Autun († 549 ou 550), évêque d'Autun

## Années 550

### Année 550
- Saint Ké-Collédoc († 550), saint ermite breton
- Saint Kieran de Clonmacnoise (515-vers 550), moine irlandais
- Saint Dubrice de Llandaf (465-vers 550), évêque de Llandaf

### Année 552
- Saint Aaron d'Aleth († vers 552), ermite gallois vénéré à Saint-Malo
- Saint Armel des Boschaux (482-552), fondateur de l'abbaye de Plouarzel (Bretagne)
- Saint Colomba de Terryglass († 552), un des douze apôtres de l'Irlande
- Saint Dacien de Milan († 552), évêque de Milan

### Année 556
- Saint Maximien de Ravenne (499-556), évêque de Ravenne
- Saint Romain le Mélode (vers 493-vers 556), moine byzantin

### Année 558
- Saint Domitien de Tongres (†558 ou 560), évêque de Tongres
- Saint Jean le Silenciaire (454-558), ermite

## Années 560

### Année 560
- Saint Théleau (vers 485-vers 560), saint breton

### Année 563
- Saint Odran d'Iona († vers 563), moine irlandais et compagnon de Colomba d'Iona

### Année 564
- Saint Pétroc de Bodmin († 564), moine bénédictin
- Saint Tugdual de Tréguier († 564, ou peut-être 553 ou 559), un des sept saints fondateurs de la Bretagne

### Année 565
- Saint Dorothée de Gaza (vers 505-vers 565), moine en Palestine
- Saint Gildas le Sage (vers 494-565), moine breton
- Saint Paterne d'Avranches († 565), évêque d'Avranches
- saint Samson de Dol († vers 565), un des sept saints fondateurs de la Bretagne

### Année 566
- Saint Nicetius de Trèves († 566 ou 569), évêque de Trèves

### Année 568
- Saint Hervé (vers 520-568), saint breton

## Années 570

### Année 570
- Saint Cadou (vers 522-570), saint breton et gallois

### Année 573
- Saint Brendan de Birr († 573), un des douze apôtres de l'Irlande

### Année 574
- Saint Émilien de la Cogolla (vers 474-vers 574), ermite, prêtre et abbé en Espagne

### Année 578
- Saint Brendan (vers 484-578), un des douze apôtres de l'Irlande

### Année 579
- Saint Martin de Braga (510/520-579), archevêque de Braga, l'apôtre de la Galice
- Saint Quinidius (vers 500-579), évêque de Vaison

## Années 580

### Année 581
- Saint Sigo de Mesmont, dit saint Seine († 581), moine bénédictin et fondateur de l'abbaye Sainte-Marie de Cestres

### Année 584
- Saint Daniel de Bangor Fawr (530-584), premier abbé et premier évêque de Bangor
- Saint Tewdrig († 584), fondateur du royaume de Gwent puis du royaume de Glywysing

### Année 585
- Saint Budoc de Dol (vers 538-vers 585), saint breton
- Saint Herménégilde (vers 560-585), prince wisigoth et martyr

### Année 587
- Sainte Radegonde (521-587), reine des Francs devenue religieuse et fondatrice de l'abbaye de Sainte-Croix de Poitiers
- Saint Junien du Poitou (vers 515-587), ermite puis fondateur de l'abbaye de Mairé

### Année 588
- Saint Fridianus de Lucques (après 500-588), prince irlandais devenu ermite italien, puis évêque de Lucques
- Saint Syméon d'Émèse (522-588), ermite syrien

### Année 589
- Saint David de Ménevie (vers 500-vers 589/601), moine gallois
- Saint Finnian de Moville (vers 495-589), moine et abbé irlandais

## Années 590

### Année 590
- Saint Blane ou Blaine († vers 590), religieux irlandais
- Sainte Ermelinde (510-590), sainte brabançonne
- Saint Gwenaël († vers 590), moine bénédictin
- Éleuthère de Spolète († 590), abbé à Rome[2].

### Année 592
- Sainte Sylvie de Rome († vers 592), mère du pape Grégoire Ier

### Année 594
- Saint Paul Aurélien (vers 480-594), moine breton, un des sept saints fondateurs de la Bretagne

### Année 596
- Saint Magnéric de Trèves († 596/600), évêque de Trèves

### Année 597
- Saint Colomba d'Iona (521-597), missionnaire irlandais
- Saint Siméon Stylite le Jeune (vers 521-597), saint d'Antioche
- Saint Ferréol de Limoges (vers 597), évêque de Limoge[3].

### Année 598
- Saint Dallan Forgaill (vers 530-598), religieux irlandais

### Année 599
- Saint Monulphe de Maastricht († 599 ou 609), évêque de Maastricht